# ダグラス・フェアバンクス・ジュニア
ダグラス・フェアバンクス・ジュニア（Douglas Fairbanks, Jr.、1909年12月9日 - 2000年5月7日）は、アメリカ合衆国ニューヨーク出身の俳優。

## 略歴
父は、俳優でユナイテッド・アーティスツ社設立メンバーの一人でもあるダグラス・フェアバンクス。9歳の時に両親が離婚、以来母親の元で育ち、1923年に映画デビュー、パサディナ工芸学校やパリに美術留学後、1925年に本格的に映画デビュー。1927年からは舞台にも立ち、1934年からはイギリスの演劇界や映画界にも進出。その後は父と同じく時代物剣戟映画に出演して活躍する。1935年には自社プロダクションを設立して製作も手掛け、第2次世界大戦中はアメリカ海軍に中尉として従軍。1949年には英米文化交流への貢献によりアメリカ俳優として初めて王室からサーの称号を贈られた。1952年からは本格的に製作者に転じ、テレビ番組や映画の製作に携わった。一時期、女優のジョーン・クロフォードと結婚するものちに離婚。

## 主な出演作品
- ドーグラスの飛行 American Aristocracy (1916) クレジットなし
- 三銃士 The Three Musketeers (1921)
- 飛行郵便 The Air Mail (1925)
- ステラ・ダラス Stella Dallas (1925)
- 美女競艶 The American Venus (1926)
- 心の合鍵 Padlocked (1926)
- 映画の都に出でて Broken Hearts of Hollywood (1926)
- 渦巻く都会 The Power of the Press (1928)
- 煩悩 The Barker (1928)
- 恋多き女 A Woman of Affairs (1928)
- 愛すればこそ Fast Life (1929)
- 彼と女優 The Careless Age (1929)
- 暁の偵察 The Dawn Patrol (1930)
- 犯罪王リコ Little Caesar (1931)
- 戦争 Chances (1931)
- マネキン英雄 It's Tough to Be Famous (1932)
- 落下傘 Parachute Jumper (1933)
- 男の一頁 The Life of Jimmy Dolan (1933)
- 凡その人生 The Narrow Corner (1933)
- 勝利の朝 Morning Glory (1933)
- 戦線の嵐 Captured! (1933)
- カザリン大帝 The Rise of Catherine the Great (1934)
- ラ・ボエーム Mimi (1935)
- 紳士渡世 The Amateur Gentleman (1936)
- 舞台裏の戦慄 Accused (1936)
- ゼンダ城の虜 The Prisoner of Zenda (1937)
- 生活の悦び Joy of Living (1938)
- 巴里の評判娘 The Rage of Paris (1938)
- 処女読本 Having Wonderful Time (1938)
- 心の青春 The Young in Heart (1938)
- ガンガ・ディン Gunga Din (1939)
- 紐育（ニューヨーク）の天使 Angels Over Broadway (1940)
- コルシカの兄弟 The Corsican Brothers (1941)
- 船乗りシンバッドの冒険 Sinbad the Sailor (1947)
- 風雲児 The Exile (1947) 製作、原作も
- あのアーミン毛皮の貴婦人 That Lady in Ermine (1948)
- 熱血児 The Fighting O'Flynn (1949) 製作、脚本も
- 絶壁の彼方に State Secret (1950)
- 生きていた男 Chase a Crooked Shadow (1958)
- ルート66 Route 66 (1962) テレビドラマ
- スケルトンの大笑劇場 The Red Skelton Show (1964) テレビドラマ
- ドクター・キルデア Dr. Kildare (1964)
- ロビン・フッドの伝説 The Legend of Robin Hood (1968) テレビ映画
- ラブ・ボート The Love Boat (1979-1981) テレビドラマ
- タワー・ジャック The Hostage Tower (1980) テレビ映画
- ゴースト・ストーリー Ghost Story (1981)
- ペンザンスの海賊 The Pirates of Penzance (1982) テレビ映画
- ストロング・メディスン Strong Medicine (1987) テレビ映画
- B.L.ストライカー B.L. Stryker (1989) テレビドラマ